# Philip J. Currie
Philip J. Currie (* 13. března 1949 Brampton, Ontario) je kanadský paleontolog.
Je také jedním ze zakladatelů proslulého Tyrellova paleontologického muzea v Drumhelleru (Alberta, Kanada). V současnosti působí jako profesor na Univerzitě Alberty v Edmontonu.

## Kariéra
Je proslavený především výzkumem dinosaurů v Severní Americe, ale také v Argentině a Mongolsku. V 80. letech minulého století se stal ředitelem kanadsko-čínského dinosauřího projektu. Je také jedním z hlavních editorů uznávané encyklopedie Encyclopedia of Dinosaurs. Během své kariéry získal také množství vědeckých titulů a ocenění. Specializuje se především na teropody, opeřené dinosaury a na dinosauří migrace a stádní chování. Byl také jedním z modelů pro filmovou postavu paleontologa Alana Granta v Jurském parku. V roce 2016 bylo v Albertě otevřeno "Dinosauří muzeum Philipa J. Currieho".
V roce 2012 byl na jeho počest pojmenován menší dravý dinosaurus Philovenator curriei a v roce 2017 Albertavenator curriei. V roce 2011 byl na počest kanadského paleontologa pojmenován také nově objevený tyranosauridní teropod z Utahu, a to pod vědeckým jménem Teratophoneus curriei.